# Cydistomyia heydoni
Cydistomyia heydoni är en tvåvingeart som beskrevs av H. Oldroyd 1949. Cydistomyia heydoni ingår i släktet Cydistomyia och familjen bromsar. Inga underarter finns listade i Catalogue of Life.